# Liste des biens culturels de la région Montréal
Cette liste des biens patrimoniaux de la région Montréal reprend les titres des articles du livre Les chemins de la mémoire. Ces biens patrimoniaux ont été reconnus par le Gouvernement du Québec.

## Patrimoine québécois
En 1922, le Québec se dotait d'une loi sur les biens culturels et devenait la première province canadienne à assurer la protection de son patrimoine culturel. Depuis, au-delà de 2500 œuvres d'art, biens, monuments et sites historiques ont été préservés.

## Les chemins de la mémoire
Le livre est disponible à la Grande Bibliothèque en plusieurs exemplaires:
- Commission des biens culturels, Monuments et sites historiques du Québec, Les Publications du Québec, Québec, 1991, tome II, chapitre premier, Région Montréal - Centre, Montréal

## Liste

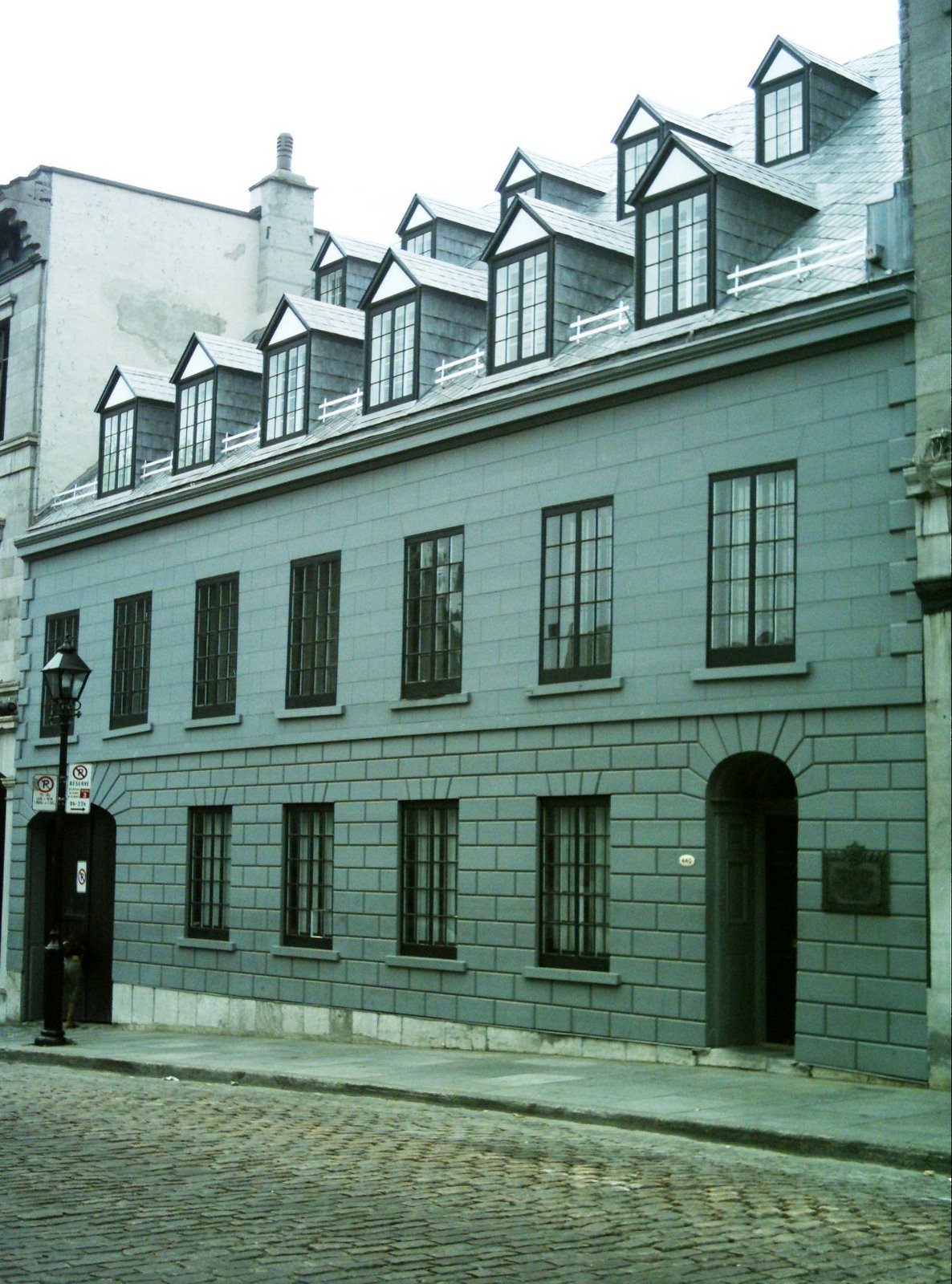
Maison Papineau

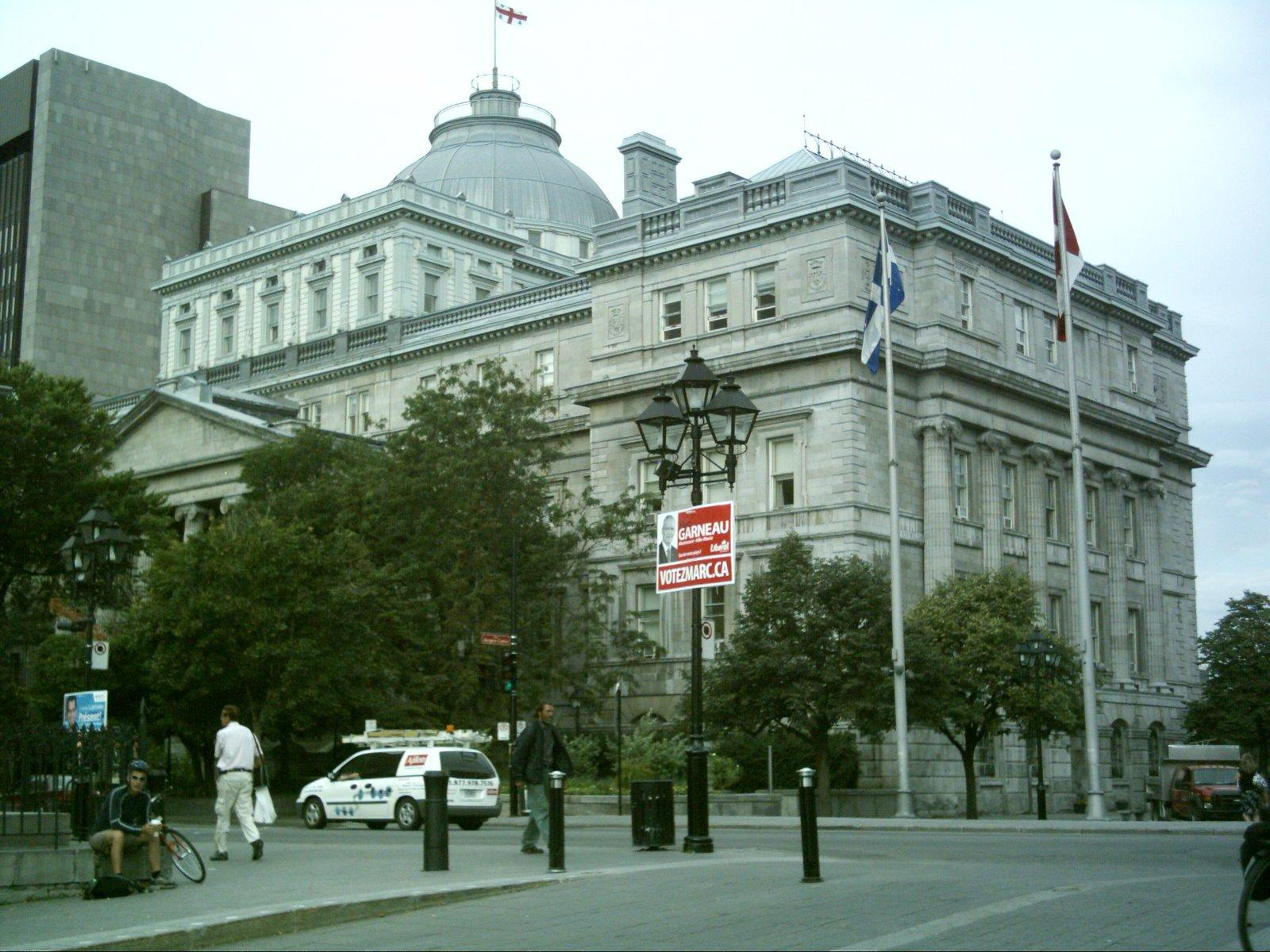
Ancien palais de justice de Montréal

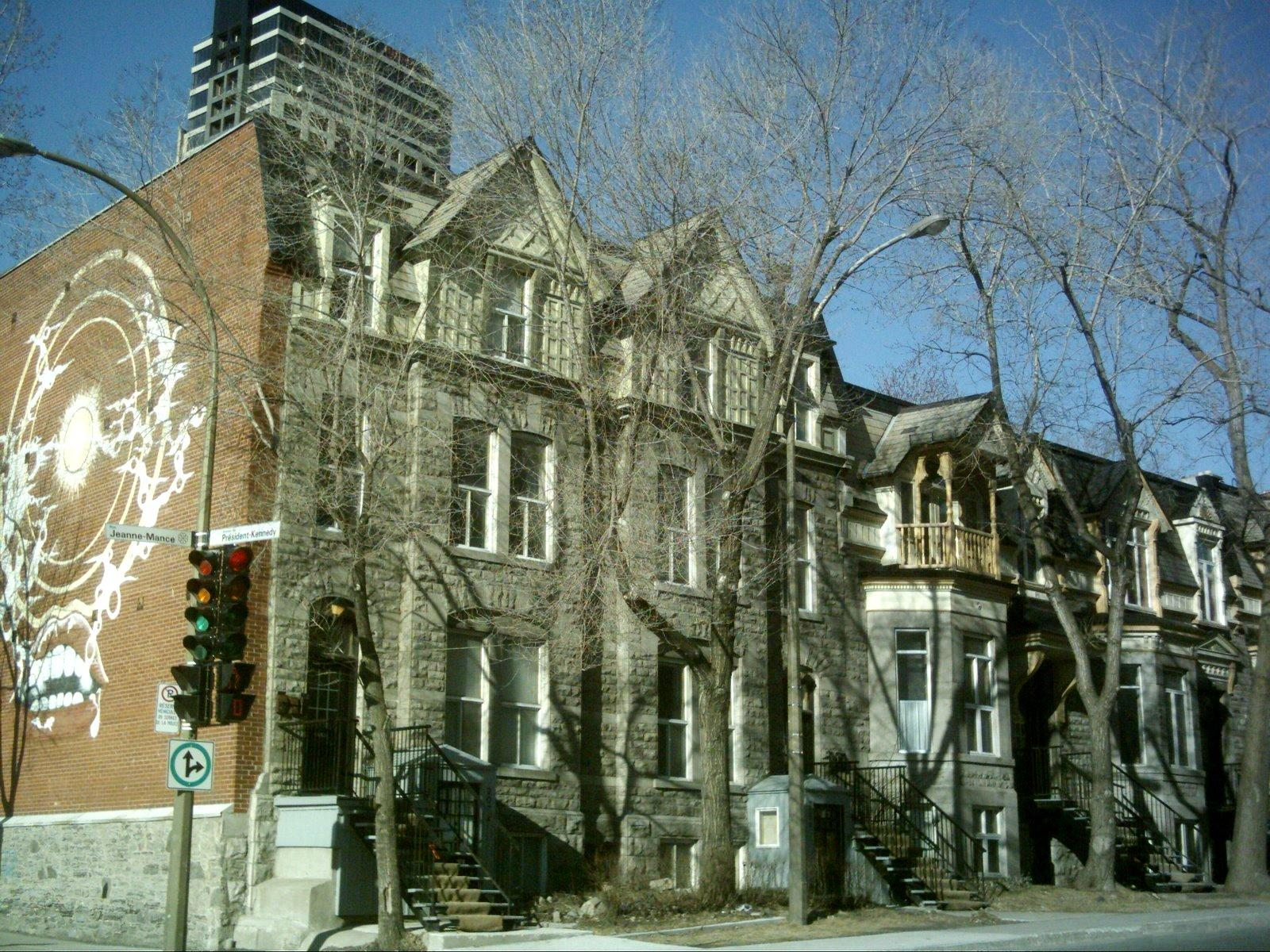
Façades de la rue Jeanne-Mance

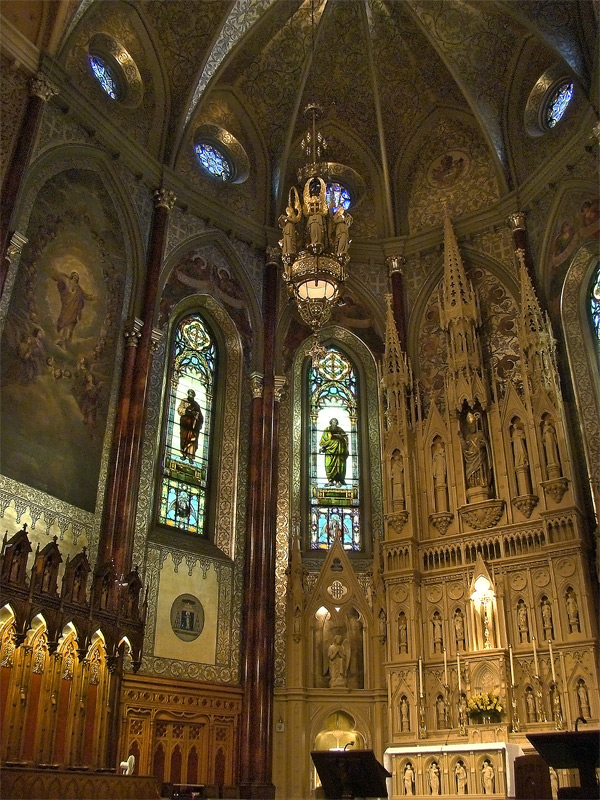
Basilique Saint-Patrick de Montréal

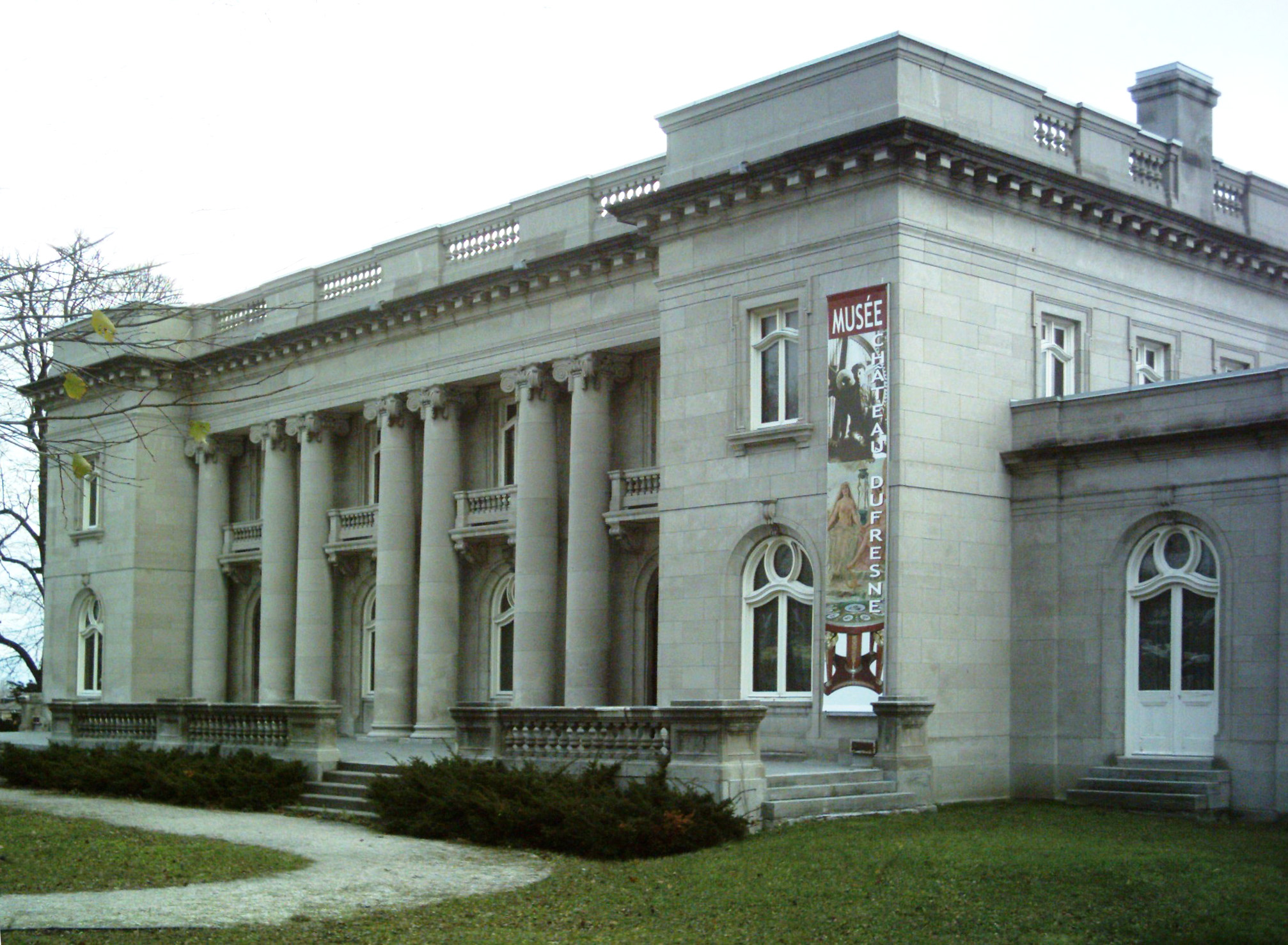
Château Dufresne

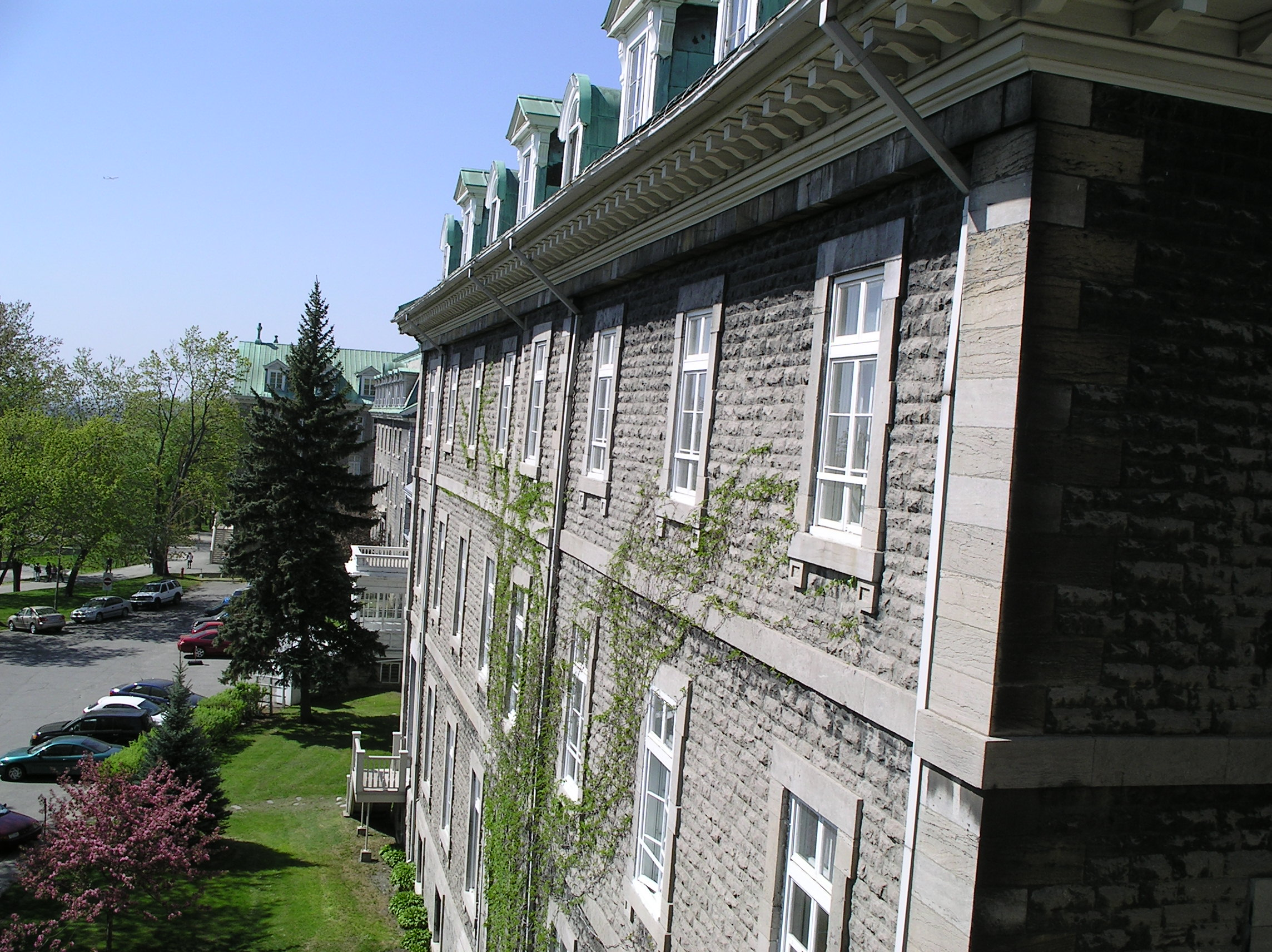
Villa Maria

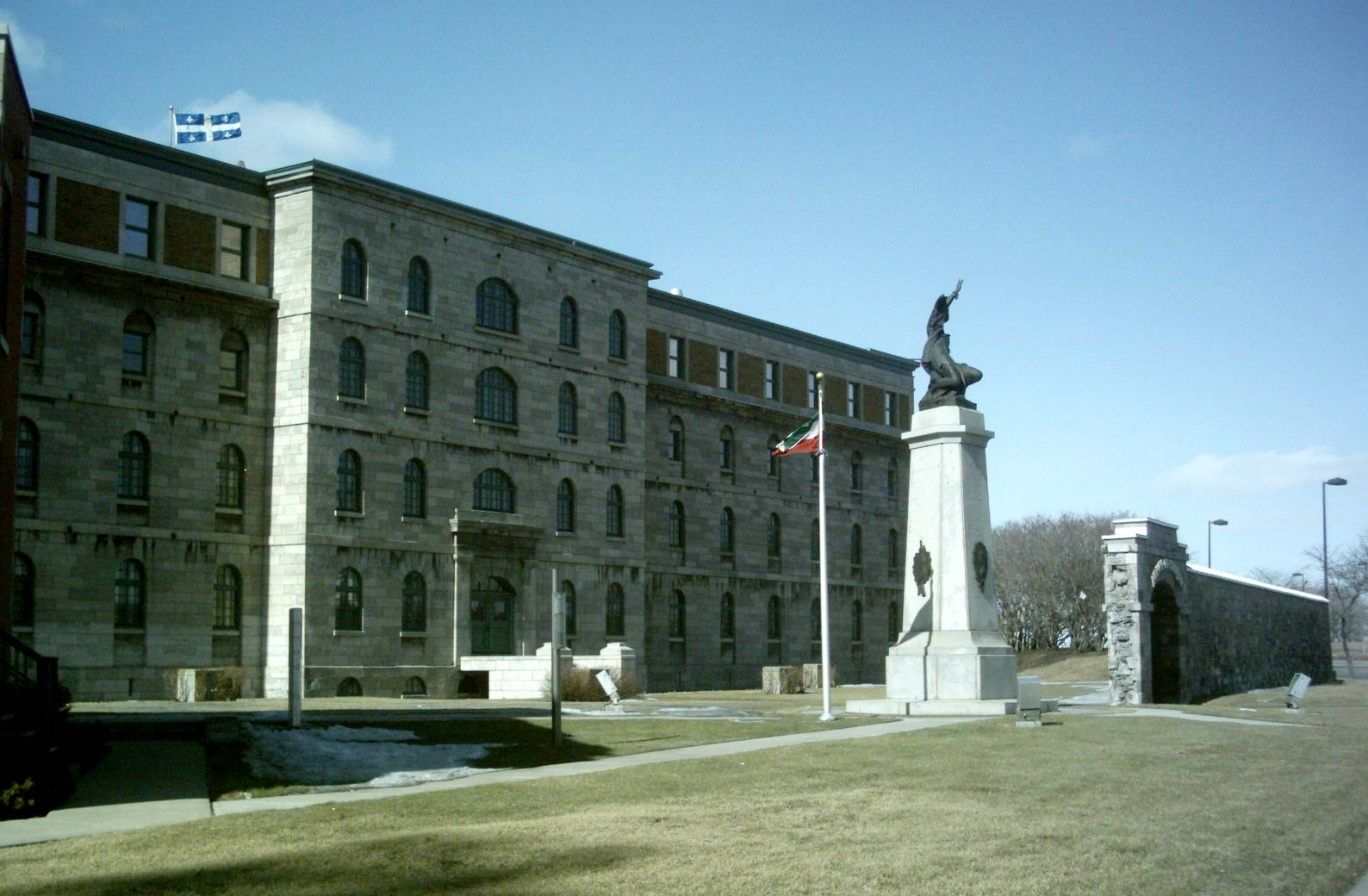
Prison des Patriotes

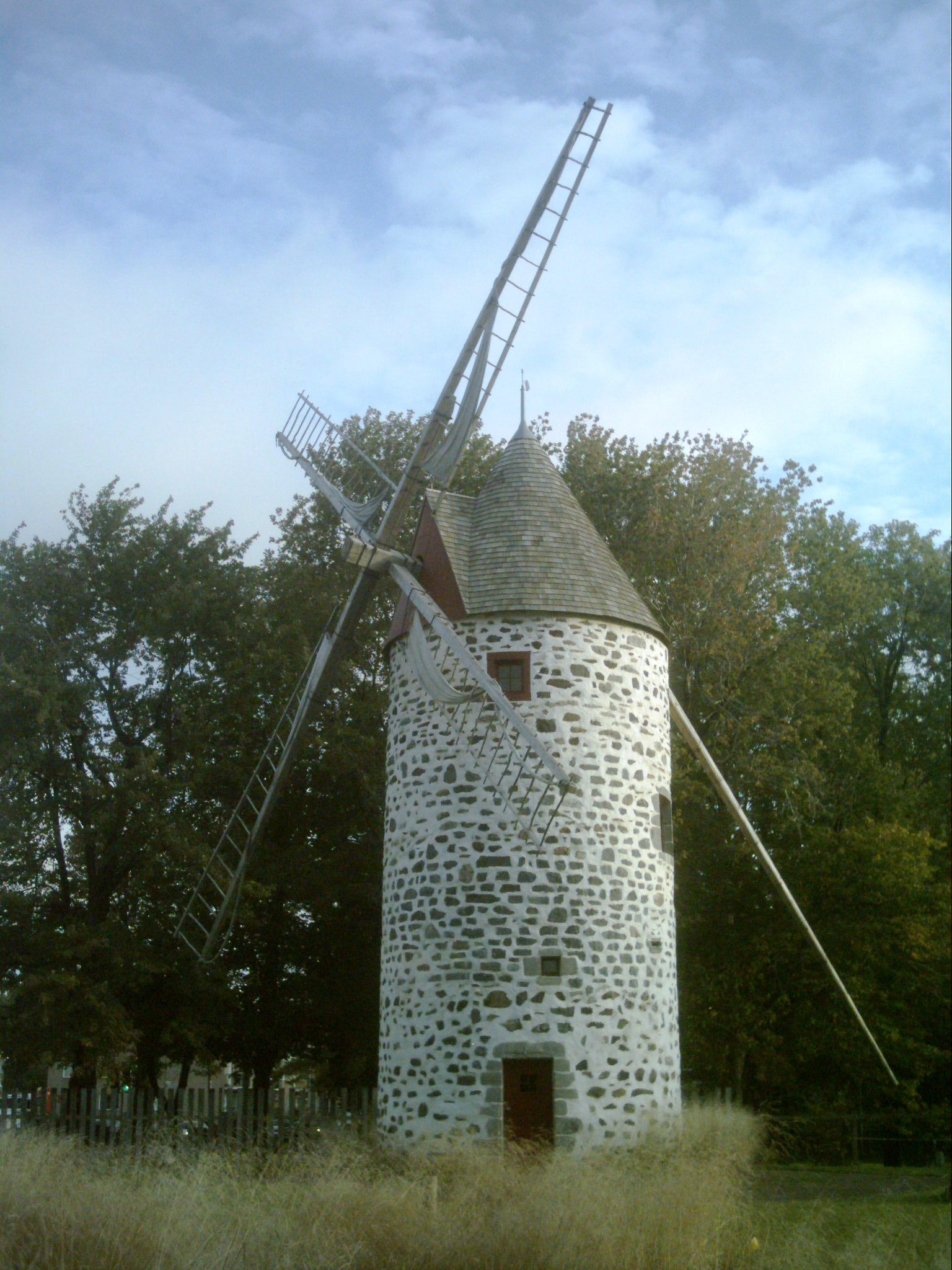
Moulin à vent de Pointe-aux-Trembles

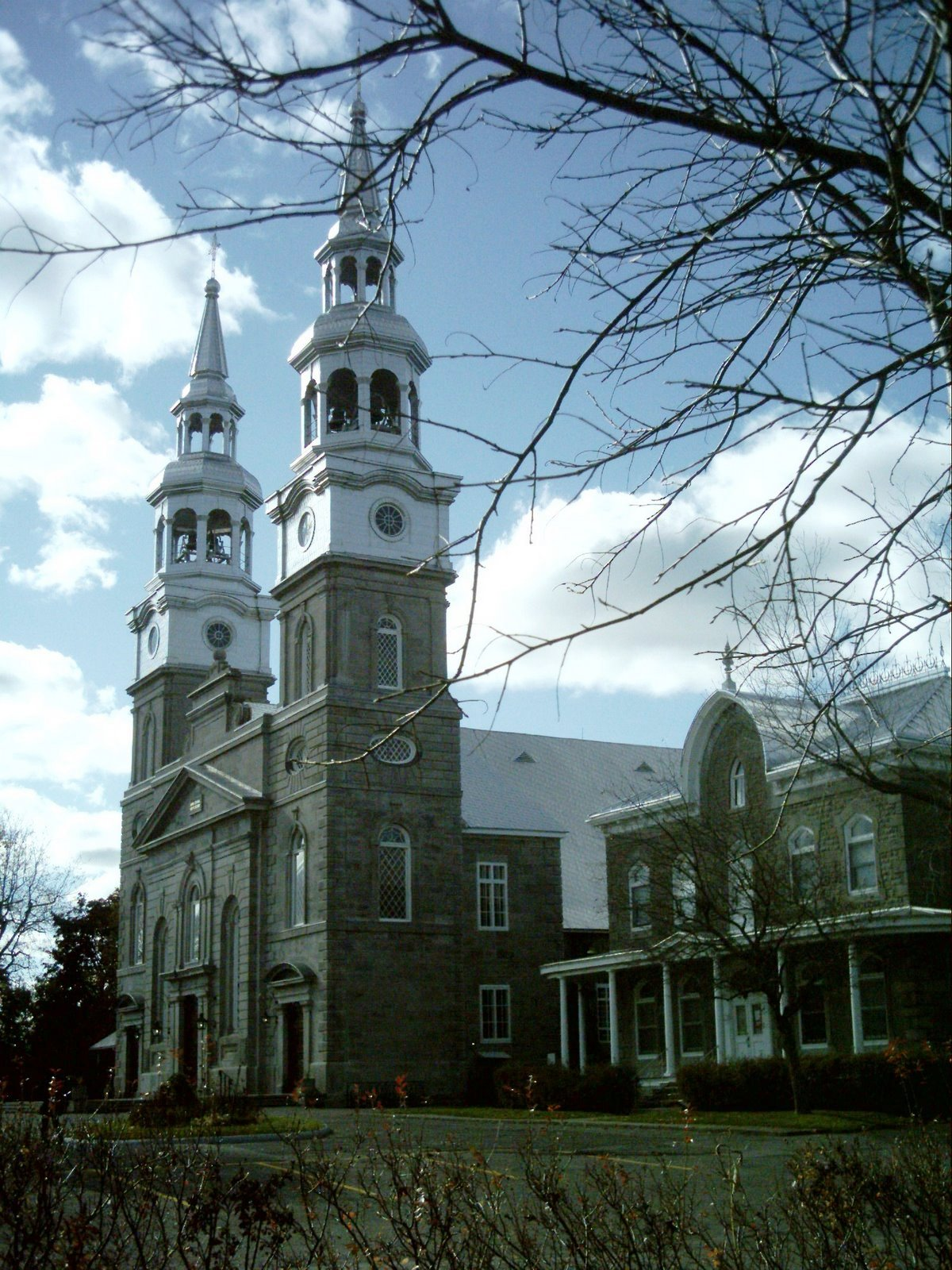
Église de la Visitation

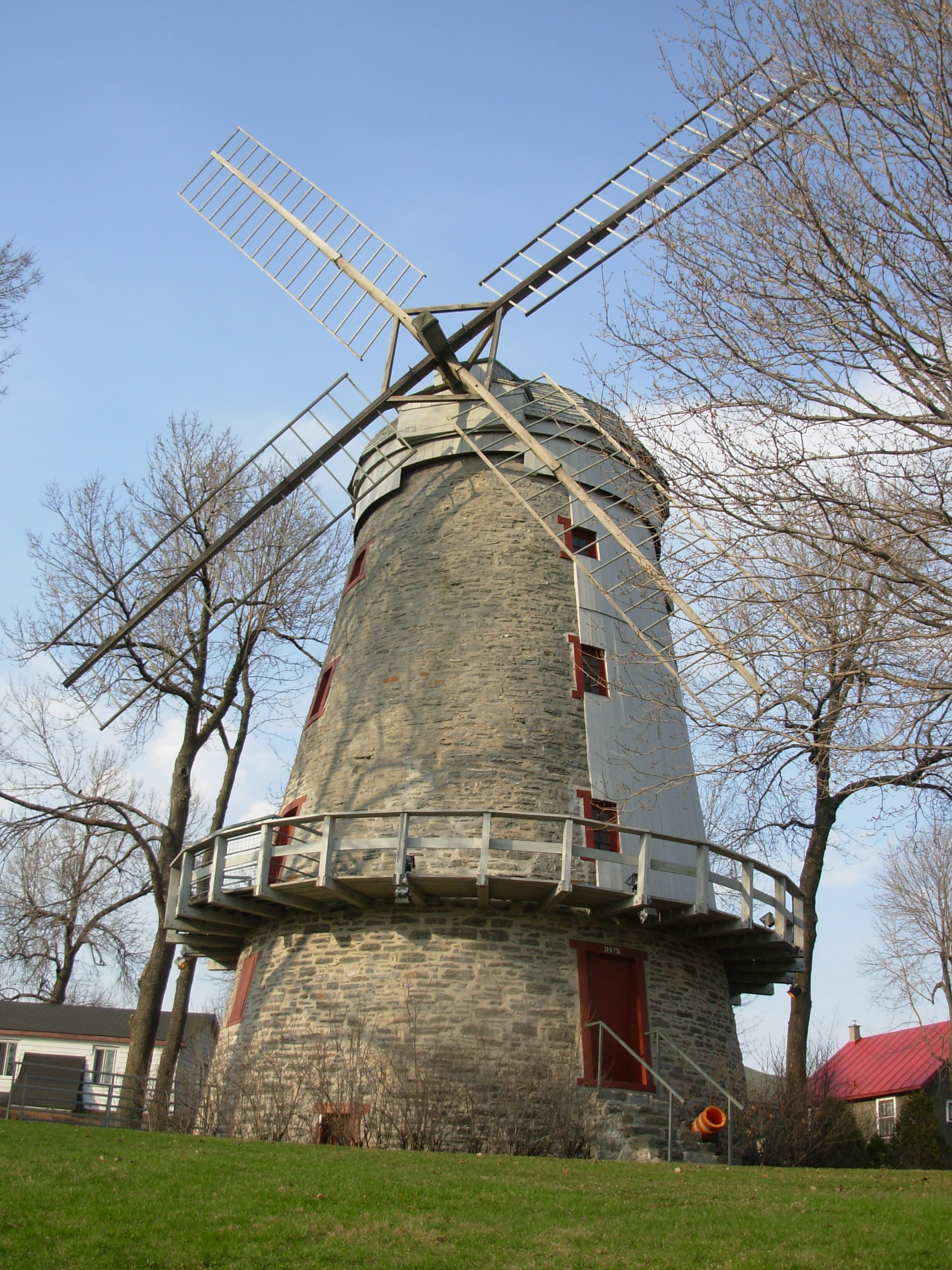
Moulin à vent Fleming, Lasalle, 2008

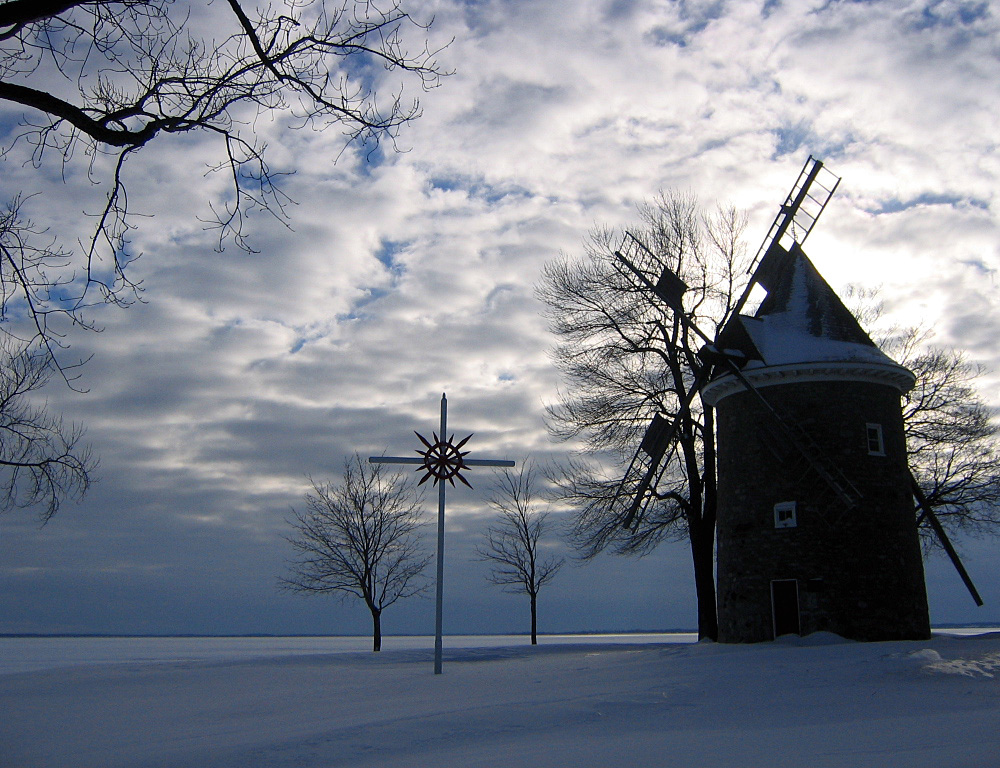
Moulin à vent de Pointe-Claire

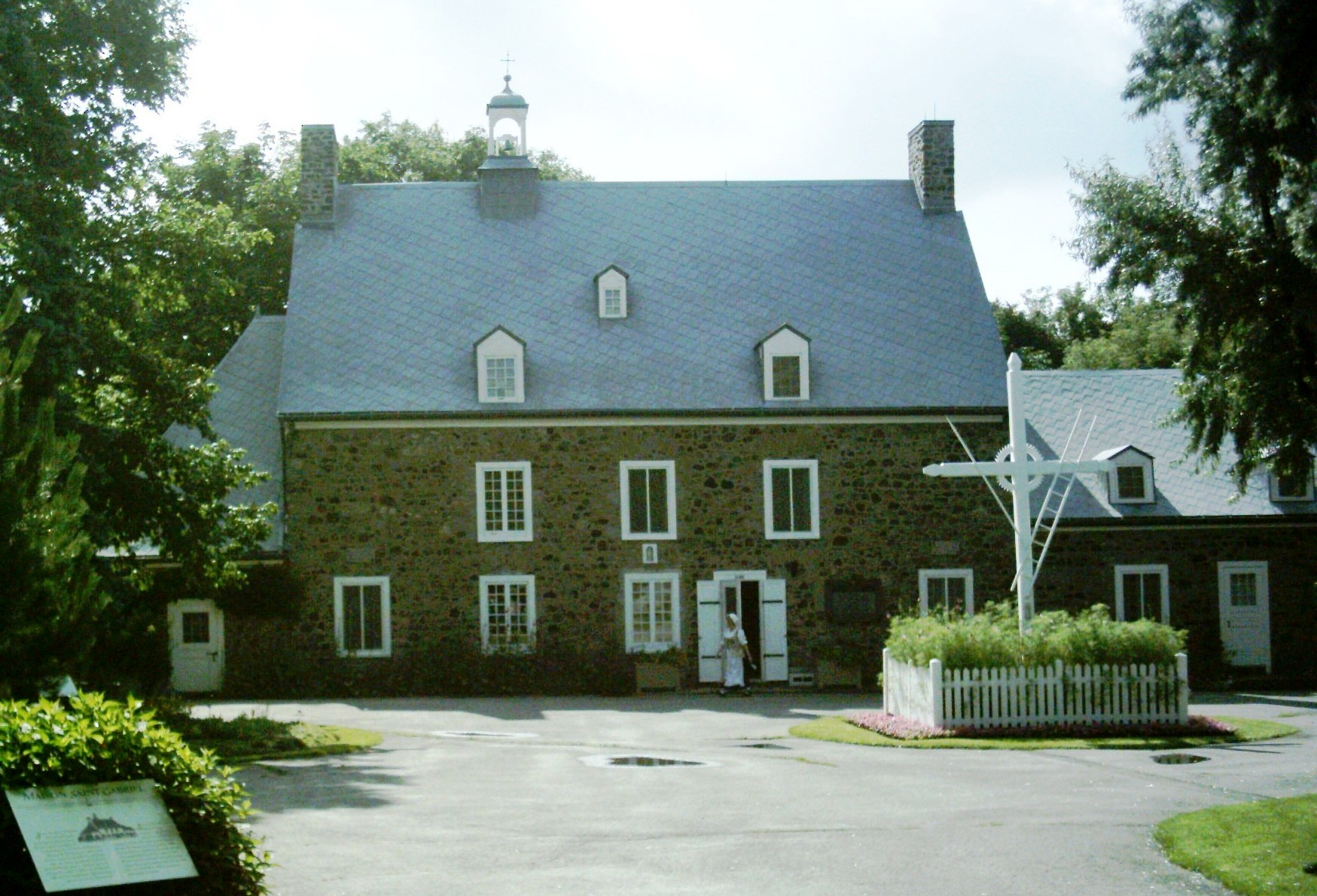
Ferme Saint-Gabriel

Arrondissement Ville-Marie -- Vieux-Montréal
- Maison Brossard-Gauvin
- Maison Papineau
- Maison Nolin
- Maison Mass-Média
- Château de Ramezay
- Maison Beaudoin
- Maison La Minerve
- Maison du Patriote
- Maison Cotté
- Maison Viger
- Maison Bertrand
- Maison Beament
- Maison de la Congrégation
- Ancien palais de justice de Montréal et son annexe
- Site du Vieux Séminaire des sulpiciens de Montréal
- Façades des 43-59 rue Saint-Jacques Ouest

Arrondissement Ville-Marie- Autres
- Église et presbytère de la mission catholique chinoise du Saint-Esprit
- Unity Building
- Enginers's Club of Montréal
- Façades de la rue Jeanne-Mance
- Manufacture Louis-Ovide-Grothé
- Basilique Saint-Patrick de Montréal
- Église du Gesù de Montréal
- Église Unie Saint-James
- Cathédrale Christ Church de Montréal
- Monument National
- Édifice de la bibliothèque Saint-Sulpice
- Clocher et transept sud de l'église Saint-Jacques de Montréal
- Maison Louis-Fréchette
- Collège Mont-Saint-Louis
- Maison du Bon-Pasteur
- Édifice Joseph-Arthur-Godin
- Maison Notman
- Maison Cytrynbaum
- Mount Royal Club
- United Services Club
- Maison Corby
- University Club de Montréal
- Maison Atholstan
- Club Mount Stephen
- Chapelle de l'Invention-de-la-Sainte-Croix
- Domaine des sœurs grises de Montréal
- Façade du Bishop Court Apartments et cour intérieure
- Maison des Sisters of Services (ou Shaughnessy)
- Maison mère des religieuses de la congrégation de Notre-Dame de Montréal
- Maison Joseph-Aldéric-Raymond
- Maison Greenshields
- Maison Ernest-Cormier
- Domaine et tours du fort des messieurs de Saint-Sulpice
- Cinéma Rialto
- Église Notre-Dame-du-Très-Saint-Sacrement
- Site de l'église Saint-Pierre-Apôtre de Montréal
- Maison James-Monk (ou Villa Maria)
- Maison de la Côte-des-Neiges
- Ilôt des Voltigeurs
- Prison des Patriotes

Ahuntsic-Cartierville
- Maison du pressoir
- Église de la Visitation
- Maison Saint-Joseph du Sault-au-Récollet
- Forêt de Saraguay

Westmount
- Maison Braemar

Saint-Léonard
- Maison Gervais-Roy
- Maison Dagenais

Montréal-Nord
- Maison Drouin-Xénos

Sainte-Geneviève
- Maison D'Ailleboust-de-Manthet
- Maison Montpellier-dit-Beaulieu

Pierrefonds
- Maison Grier

Sainte-Anne-de Bellevue
- Maison Thomas-Moore

Beaconsfield
- Manoir Beaurepaire

Kirkland
- Maison Lanthier
- Maison Baptiste-Jamme (ou Yuile)

Pointe-Claire
- Moulin banal de Pointe-Claire
- Maison municipale

LaSalle
- Moulin à vent Fleming
- Église des Saints-Anges de Lachine à Ville LaSalle

Le Plateau-Mont-Royal
- Carmel de Montréal

Verdun
- Maison Étienne-Nivard-de Saint-Dizier

Ailleurs - Montréal
- Ferme Saint-Gabriel
- Entrepôt Buchanan
- Maison Bagg
- Moulin à vent de Pointe-aux-Trembles
- Maison Beaudry
- Maison Armand
- Château Dufresne